# (3945) Герасименко
(3945) Герасименко (лат. Gerasimenko) — типичный астероид главного пояса, открыт 14 августа 1982 года советским астрономом Николаем Черных в Крымской астрофизической обсерватории и 18 февраля 1992 года назван в честь советского и таджикистанского астронома Светланы Герасименко.

## Обнаружение и именование
(3945) Герасименко
Открыт 14 августа 1982 года в Научном Н. С. Черных.
Назван в честь сотрудника Института астрофизики в Душанбе Светланы Ивановны Герасименко, исследователя комет и сооткрывателя периодической кометы Чурюмова-Герасименко.
Оригинальный текст (англ.)3945 Gerasimenko
Discovered 1982-08-14 by Chernykh, N. at Nauchnyj.
Named in honor of Svetlana Ivanovna Gerasimenko, staff member of the Institute of Astrophysics in Dushanbe, researcher on comets and codiscoverer of periodic comet Churyumov-Gerasimenko.
Источники: DISCOVERY.DB; M.P.C. 19694.

## Орбита

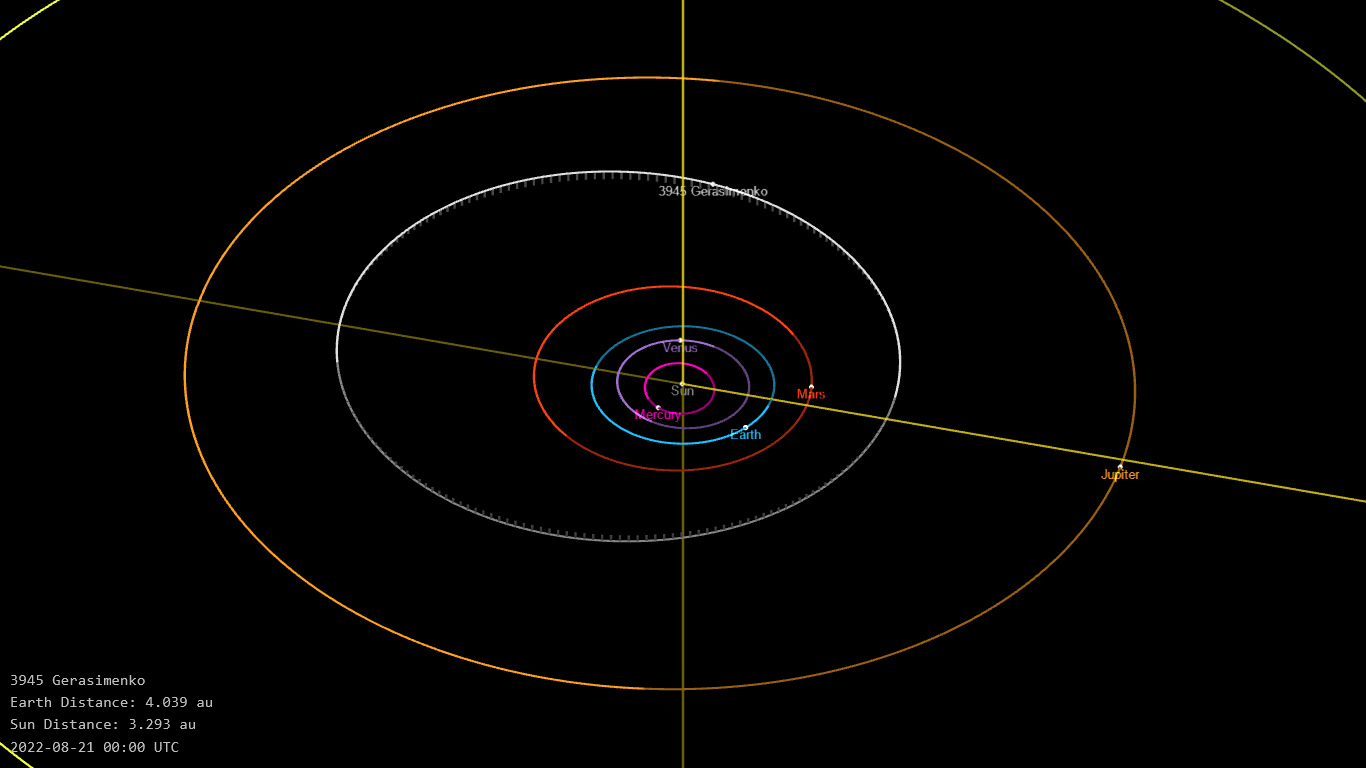
Орбита астероида Герасименко и его положение в Солнечной системе

## Физические характеристики
Астероид относится к таксономическому классу C.
По результатам наблюдений в инфракрасном диапазоне орбитальной обсерватории IRAS и наблюдений в видимом и ближнем инфракрасном диапазоне космического телескопа NEOWISE диаметр астероида сначала оценивался равным 23,18±1,7 км, позже — 20,796±0,203 км, 20,97±0,27 км, 6,62±4,87 км и 20,90±8,24 км. Согласно тем же источникам альбедо оценивается как 0,0395±0,007, 0,0617±0,0049, 0,048±0,010, 0,34±0,12, 0,062±0,005 и 0,050±0,048.